# Бісмарк (Північна Дакота)
Бі́смарк (англ. Bismarck) — місто (англ. city) в США, в окрузі Берлі столиця штату Північна Дакота. Населення — 73 622 особи (2020). Це друге за чисельністю населення місто в Північній Дакоті після Фарґо. Населення агломерації становило 120 060.
Бісмарк розташований на східному березі річки Міссурі, а на іншому березі річки знаходиться місто Мандан.

## Географія

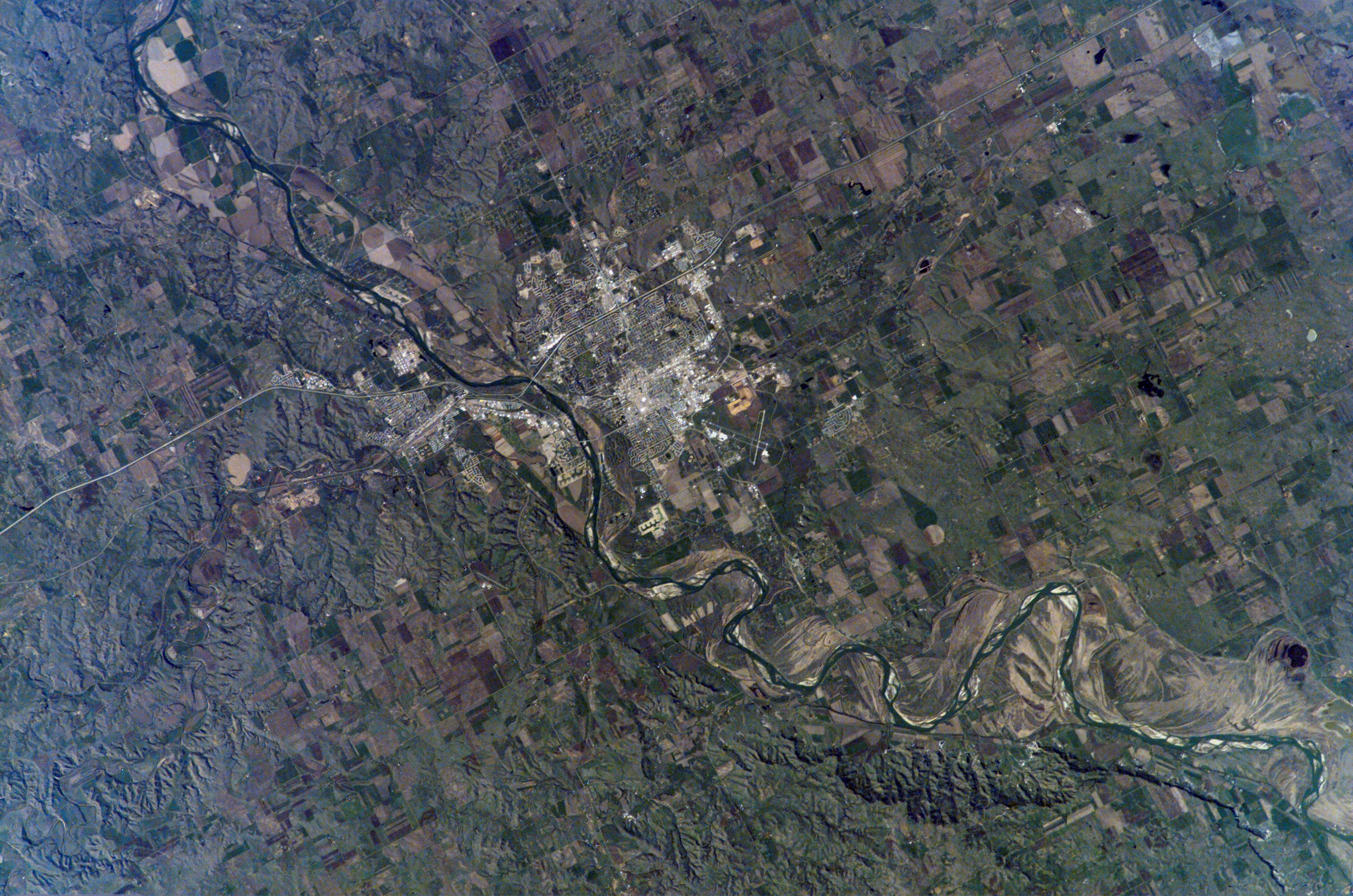
Фотознімок Бісмарка з космосу, взятий з Міжнародної космічної станції (МКС)

Бісмарк розташований за координатами 46°48′40″ пн. ш. 100°46′12″ зх. д. / 46.81111° пн. ш. 100.77000° зх. д. (46.811038, -100.770102).  За даними Бюро перепису населення США, у 2010 році місто мало площу 80,88 км², з яких 79,89 км² — суходіл та 0,99 км² — водойми. У 2017 році площа становила 88,67 км², з яких 87,38 км² — суходіл та 1,29 км² — водойми.

## Демографія
Згідно з переписом 2010 року, у місті мешкали 61 272 особи в 27 263 домогосподарствах у складі 15 624 родин. Густота населення становила 758 осіб/км².  Було 28648 помешкань (354/км²).
Расовий склад населення:
| - 92,4 % — білих - 4,5 % — корінних американців - 0,7 % — чорних або афроамериканців - 0,6 % — азіатів |

До двох чи більше рас належало 1,5 %. Частка іспаномовних становила 1,3 % від усіх жителів.
За віковим діапазоном населення розподілялося таким чином: 20,8 % — особи молодші 18 років, 63,8 % — особи у віці 18—64 років, 15,4 % — особи у віці 65 років та старші. Медіана віку мешканця становила 38,0 року. На 100 осіб жіночої статі у місті припадало 94,4 чоловіків;  на 100 жінок у віці від 18 років та старших — 92,3 чоловіків також старших 18 років.
Середній дохід на одне домашнє господарство  становив 75 708 доларів США (медіана — 58 901), а середній дохід на одну сім'ю — 96 618 доларів (медіана — 79 743). Медіана доходів становила 50 384 долари для чоловіків та 36 435 доларів для жінок. За межею бідності перебувало 9,6 % осіб, у тому числі 12,5 % дітей у віці до 18 років та 6,4 % осіб у віці 65 років та старших.
Цивільне працевлаштоване населення становило 37 438 осіб. Основні галузі зайнятості: освіта, охорона здоров'я та соціальна допомога — 27,8 %, роздрібна торгівля — 12,0 %, науковці, спеціалісти, менеджери — 8,9 %, публічна адміністрація — 8,0 %.